# Cantó de Saint-Aubin-d'Aubigné
El cantó de Saint-Aubin-d'Aubigné (bretó Kanton Sant-Albin-Elvinieg) és una divisió administrativa francesa situat al departament d'Ille i Vilaine a la regió de Bretanya.

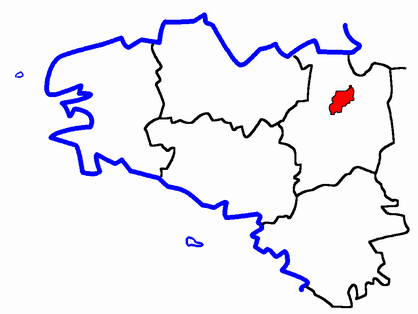
Situació del cantó

## Composició
El cantó aplega 15 comunes :
| Nom francès            | Nom bretó           | Població | km²    | Codi Postal | Codi INSEE |
| Andouillé-Neuville     | Andolieg-Kernevez   | 504      | 12,61  | 35250       | 35003      |
| Aubigné                | Elvinieg            | 240      | 2,20   | 35250       | 35007      |
| Chevaigné              | Kavaneg             | 1.620    | 10,33  | 35250       | 35079      |
| Feins                  | Finioù              | 710      | 20,35  | 35440       | 35110      |
| Gahard                 | Gwaharzh            | 920      | 24,96  | 35490       | 35118      |
| Melesse                | Meled               | 5.164    | 32,39  | 35520       | 35173      |
| Montreuil-le-Gast      | Mousterel-ar-Gwast  | 1.604    | 9,14   | 35520       | 35193      |
| Montreuil-sur-Ille     | Mousterel-an-Il     | 1.554    | 15,15  | 35440       | 35195      |
| Mouazé                 | Moezeg              | 917      | 8,39   | 35250       | 35197      |
| Romazy                 | Rovazil             | 237      | 7,18   | 35490       | 35244      |
| Saint-Aubin-d'Aubigné  | Sant-Albin-Elvinieg | 2.440    | 23,52  | 35250       | 35251      |
| Saint-Germain-sur-Ille | Sant-Jermen-an-Il   | 725      | 3,90   | 35250       | 35274      |
| Saint-Médard-sur-Ille  | Sant-Marzh-an-Il    | 1.154    | 18,22  | 35250       | 35296      |
| Sens-de-Bretagne       | Sen                 | 1.515    | 30,82  | 35490       | 35326      |
| Vieux-Vy-sur-Couesnon  | Henwig-ar-C'houenon | 861      | 21,56  | 35490       | 35355      |
| Cantó                  | Sant-Albin-Elvinieg | 20.165   | 240,72 | -           | 3534       |

## Evolució demogràfica
| 1962   | 1968   | 1975   | 1982   | 1990   | 1999   |
| ------ | ------ | ------ | ------ | ------ | ------ |
| 12.617 | 12.697 | 14.352 | 16.761 | 18.447 | 20.165 |

## Història
| Data d'elecció                           | Identitat       | Partit | Qualitat |
| ---------------------------------------- | --------------- | ------ | -------- |
| 2004-                                    | Jean-Yves Praud | PS     |          |
| les dades anteriors no són pas conegudes |                 |        |          |
|                                          |                 |        |          |